# Джеймс Болдуин
 Тази статия е за американския общественик.  За философа вижте Джеймс Марк Болдуин.  
Джеймс Артър Болдуин (2 август 1924 – 1 декември 1987) е американски писател, есеист, драматург, поет и социален критик.

## Биография и творчество
Творбите на Болдуин изследват явните, но все пак неизказани проблеми на расата, сексуалността и класовите различия в Западните общества, най-вече в Америка от средата на 20 век.
Романите и пиесите му поставят фундаментални въпроси на личността и дилеми, породени от комплексния социален и психологически натиск, който пречи на интеграцията както на афроамериканците, така и на хомосексуалните. Самият той хомосексуален афроамериканец, Болдуин прекарва по-голямата част от живота си във Франция, бягайки от неприветливия расистки и хомофобски климат в САЩ след Втората световна война. Най-известните му творби са първият му роман, „От планината възвестявай!“ (1953) и „Стаята на Джовани“ (1956), посветен на хомосексуалната проблематика. Вторият е написан няколко десетилетия преди началото на ЛГБТ движението за равноправие.

## Признание
Носител е на най-високото държавно цивилно отличие на Франция – Командир на Ордена на почетния легион, връчен му от президента Франсоа Митеран през 1986 г.

### Издания на български
- 1969, Съвременни американски новели. София: „Народна младеж“. Превод: Григор Павлов.
- 1979, Ако Бийл стрийт можеше да говори. София: „Народна култура“. Превод: Евгения Камова.
- 1987, От планината възвестявай! София: „Народна култура“. Превод: Д. Найденов.
- 1992, Стаята на Джовани. София: „Булвест 2000“. Превод: Здравко Хатибов.